# Gustavo Paolucci
Gustavo Paolucci je argentinski hokejaški trener (hokej na travi) i bivši igrač u hokeju na travi. 
Igrao je za Argentinu na više međunarodnih natjecanja.
Bio je trenerom argentinskog ženskog predstavništva na više međunarodnih natjecanja.

## Sudjelovanja na velikim natjecanjima
- igrač
- OI 1976. (11. mjesto)

- trener
- SP 1990. (9. mjesto), ženski turnir
- Panameričke igre 1991., ženski turnir